# Mobeno

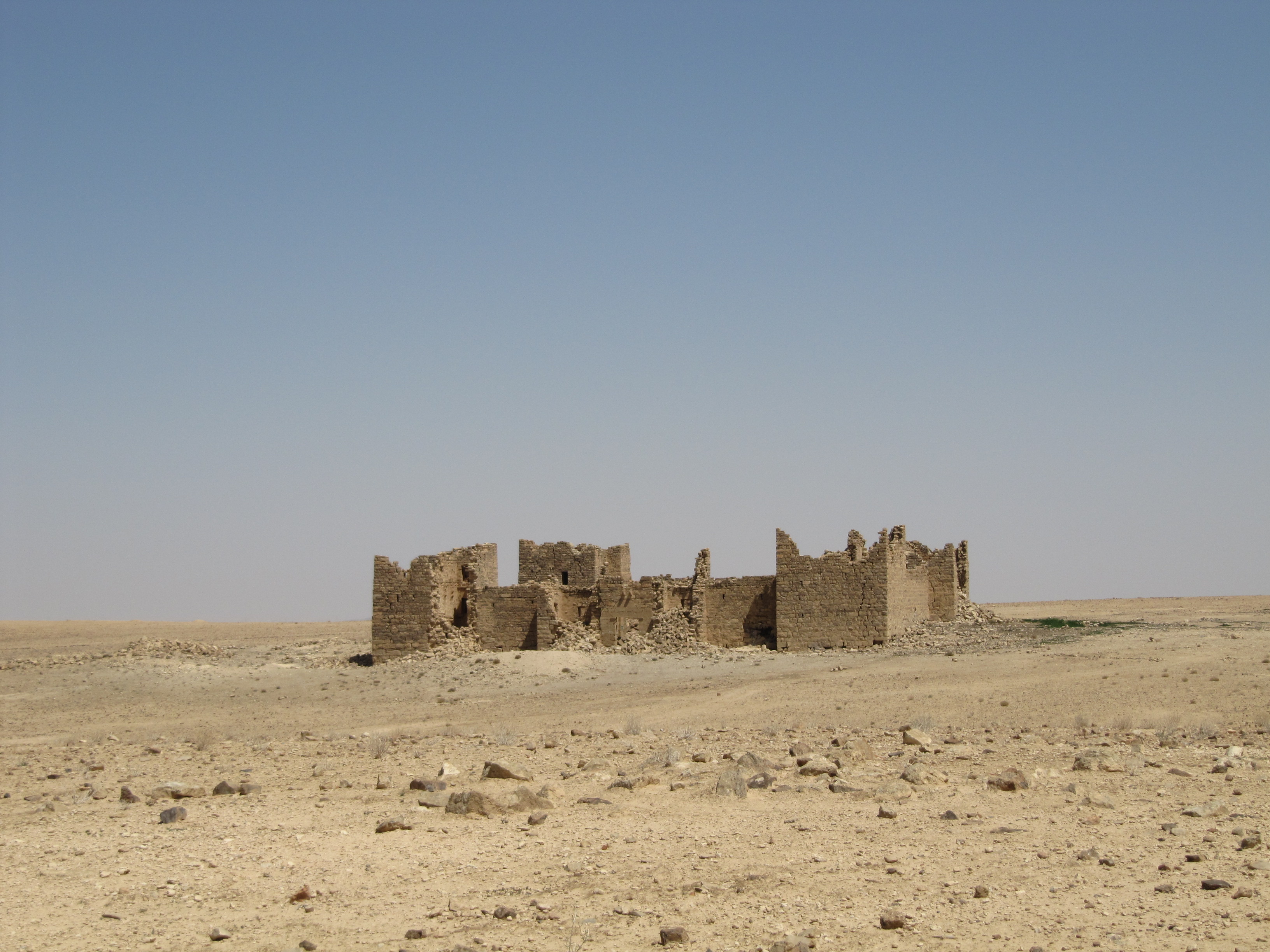
Alcázar Basir

Mobeno (en latín Castra Praetorii Mobeni o solo Mobenum) o Alcázar Basir (en árabe) es un fuerte romano, que formaba parte del Limes Arabicus, y está en la actual Jordania. Fue construido en el paso del siglo III al IV d. C.
El limes arabicus, o frontera árabe, protegía las provincias romanas de Siria y Arabia Petraea de las incursiones de los árabes nómadas. Estos montaban dromedarios veloces y hacían rápidas incursiones de saqueo en las provincias.
El dintel de la puerta de entrada al castrum presenta la inscripción:

Optimis maximisque principibus nostris Caio Aurelio Valerio Diocletiano Pio Felici Invicto Augusto et Marco Aurelio Valerio Maximiano Pio Felici Invicto Augusto et Flavio Valerio Constantio et Galerio Valerio Maximiano nobilissimis Caesaribus Castra Praetorii Mobeni a fundamentis Aurelius Asclepiades praeses provinciae Arabiae perfici curavit.
Para nuestros excelentes y grandísimos príncipes, Caio Aurelio Valerio Diocleciano, el pío, afortunado e invicto emperador, y Marco Aurelio Valerio Maximiano, el pío, afortunado e invicto emperador, y para Flavio Valerio Constancio y Galerio Valerio Maximiano, los césares nobilísimos, Aurelio Asclepíades, gobernador de la provincia de Arabia, ordenó que se hiciera el fuerte del pretor de Mobeno desde sus cimientos.
Corpus Inscriptionum Latinarum III 14149

## En ficción
Este fuerte es el escenario principal de la novela El águila en el desierto del autor Simon Scarrow, que discurre durante el reinado de Claudio, o sea, en el siglo I, 250 años antes de la construcción del edificio.